# Венделл Янг
Венделл Едвард Янг (англ. Wendell Edward Young; нар. 1 серпня 1963, м. Галіфакс, Канада) — канадський хокеїст, воротар. Заступник голови правління «Чикаго Вулвс» в Американській хокейній лізі (АХЛ).   
Виступав за «Кітченер Рейнджерс» (ОХЛ), «Фредеріктор Експресс» (АХЛ), «Мілвокі Адміралс» (ІХЛ), «Ванкувер Канакс», «Філадельфія Флайєрс», «Герші Берс» (АХЛ), «Піттсбург Пінгвінс», «Маскегон Ламберджекс» (ІХЛ), «Тампа-Бей Лайтнінг», «Атланта Найтс» (ІХЛ), «Чикаго Вулвс» (ІХЛ).
В чемпіонатах НХЛ — 187 матчів, у турнірах Кубка Стенлі — 2 матчі.
Досягнення
- Володар Кубка Стенлі (1991, 1992)
- Володар Кубка Колдера (1988)
- Володар Кубка Тернера (1998, 2000)

Нагороди
- Пам'ятна нагорода База Бастьєна (1988)
- Трофей Джека А. Баттерфілда (1988)

Тренерська кар'єра
- Тренер воротарів «Калгарі Флеймс» (2001–03, НХЛ)
- Асистент головного тренера «Чикаго Вулвс» (2003–09, НХЛ)
- Генеральний менеджера «Чикаго Вулвс» (2009-24, АХЛ)
- Заступник голови правління «Чикаго Вулвс» (з 2024, АХЛ)